# لورن لاورن
لورن لاورن (انگلیسی: Lauren Laverne؛ زادهٔ ۲۸ آوریل ۱۹۷۸) دی‌جی، مجری، خواننده، مؤلف و کمدین اهل بریتانیا است. وی از سال ۱۹۹۴ میلادی تاکنون مشغول فعالیت بوده‌است.
وی از سال ۲۰۱۸، مجری برنامهٔ مشهور رادیویی لوح‌های جزیره متروک بوده‌است.